# ایترو د لا بگا
ایترو د لا بگا (به اسپانیایی: Itero de la Vega) یک شهرستان در اسپانیا است که در استان پالنسیا واقع شده‌است.

## خصوصیات
ایترو د لا بگا ۲۰ کیلومترمربع مساحت و ۲۱۵ نفر جمعیت دارد.